# The Pretender (песня)
«The Pretender» (с англ. — «притворщик, самозванец») — песня американской рок-группы Foo Fighters из их шестого студийного альбома Echoes, Silence, Patience & Grace. Была выпущена первым синглом с альбома 21 августа 2007 года и стала одной из самых популярных песен группы, достигнув 37 место в чарте Billboard Hot 100, и став третьим синглом группы, вошедшим в топ-40.

## Описание
Песня «The Pretender» записана в стиле хард-рок и пост-гранж. Лидер Foo Fighters Дэйв Грол описывал её как «топающую быструю песню Foo Fighters с небольшим добавлением Чака Берри». В интервью 2007 года на радио XFM, рассказывая о смысле песни, Грол намекнул, что её текст связан с имевшейся на тот момент политической нестабильностью.
«The Pretender» была включена под 47 номером в список лучших песен 2007 года журналом Rolling Stone. В 2008 году песня получила премию «Грэмми» за лучшее исполнение в стиле хард-рок, а также была номинирована как лучшая рок-песня и запись года. Песня заняла 94 место в чарте MTV Asia по итогам 2007 года.
На песню был снят видеоклип, набравший к 2023 году более 541 миллиона просмотров на Youtube. В 2008 году клип был номинирован на MTV Video Music Award как лучшее рок-видео, но проиграл клипу «Shadow of the Day» группы Linkin Park.
«The Pretender» была наиболее часто ротируемой альтернативной рок-песней 2007 года. Она занимала первую строчку в чарте Alternative Songs в течение 18 недель. Это рекорд удалось побить только пять лет спустя группе Muse с их песней «Madness».

## Позиции в чартах

### Чарты
| Чарт (2007)                                  | Пиковая позиция |
| -------------------------------------------- | --------------- |
| Австралия (ARIA)                             | 10              |
| Австрия (Ö3 Austria Top 40)                  | 46              |
| Бельгия/Фландрия (Ultratop 50)               | 26              |
| Бельгия/Валлония (Ultratip Bubbling Under)   | 13              |
| Канада (Billboard Canadian Hot 100)          | 15              |
| Дания (Tracklisten)                          | 25              |
| Нидерланды (Single Top 100)                  | 39              |
| Германия (GfK)                               | 72              |
| Новая Зеландия (Recorded Music NZ)           | 9               |
| Норвегия (VG-lista)                          | 3               |
| Швеция (Sverigetopplistan)                   | 11              |
| Швейцария (Schweizer Hitparade)              | 61              |
| Portugal (Associacao Fonografica Portuguesa) | 5               |
| США (Billboard Hot 100)                      | 37              |
| США (Billboard Mainstream Rock)              | 1               |
| США (Billboard Alternative Airplay)          | 1               |

| Регион                                                       | Сертификация  | Продажи   |
| ------------------------------------------------------------ | ------------- | --------- |
| США (RIAA)                                                   | Золотой       | 500 000^  |
| Канада (Music Canada)                                        | Платиновый    | 80,000^   |
| Австралия (ARIA)                                             | Золотой       | 35 000^   |
| Новая Зеландия (RMNZ)                                        | Золотой       | 7500*     |
| Великобритания (BPI)                                         | 2× Платиновый | 1 200 000 |
| * Данные о продажах приведены только на основе сертификации. |               |           |